# Oripää
Oripää – gmina w Finlandii w regionie Varsinais-Suomi. Populacja wynosi 1417 osób. Zajmuje powierzchnię 117,73 km², z czego 0,1 km² stanowi woda.
Na obszarze gminy bierze początki rzeka Aurajoki oraz znajduje się na nim lotnisko Oripää.
Na terenie gminy znajdują się następujące wsie: Juvankoski, Latva, Maanpää, Makkarakoski, Oripää, Tanskila.

## Sąsiadujące gminy
- Loimaa
- Pöytyä
- Säkylä